# Raión de Chornomorske
Raión de Chornomorske (en ucraniano: Чорноморський район, en ruso: Черноморский район) es un raión o distrito de la República Autónoma de Crimea de Ucrania o República de Crimea, perteneciente a Rusia. Es una de las 25 regiones de esta República. Se encuentra ubicada en el extremo occidental de la Crimea, en la península Tarjankut. Su centro administrativo es Chornomorske.
Este raión tiene salida al mar Negro por sus partes norte, oeste y suroeste. Teniendo la bahía de Karkinit en el norte. Sus costas son en general muy escarpadas con bruscas caídas al mar.

## Demografía
Según estimación 2010 contaba con una población total de 34112 habitantes.

## Otros datos
El código KOATUU fue 125600000. El código postal 96400 o 296400, el prefijo telefónico +380 6558 o +7 36558.